# Lista över dystopiska filmer
Detta är en alfabetisk lista över dystopiska filmer.

## 1-A
- De 12 apornas armé (1996) av Terry Gilliam[1], delvis baserad på Chris Markers film Terrassen från 1962
- 1984 (Nineteen Eighty-Four, 1984) av Michael Radford[1], och 1984 (1956) av Michael Anderson, båda versionerna baserade på George Orwells roman 1984
- A.I. - Artificiell Intelligens (Artificial Intelligence: AI, 2001) av Steven Spielberg[1], baserad på Brian W. Aldiss' novell Supertoys Last All Summer Long
- Acción mutante (1993) av Álex de la Iglesia
- Æon Flux (2005) av Karyn Kusama, baserad på Peter Chungs tv-serie Æon Flux
- Akira (1988) av Katsuhiro Otomo[1], baserad på manga av Katsuhiro Otomo
- Alphaville - ett fall för Lemmy Caution (1965) av Jean-Luc Godard[1]
- Apornas planet (Planet of the Apes, 1968) av Franklin J. Schaffner[1] och Apornas planet (2001) av Tim Burton, båda versionerna baserade på Pierre Boulles roman Apornas planet. Se postapokalyptisk science fiction
- Appleseed (2004) av Shinji Aramaki, basierad på manga av Masamune Shirow

## B-D
- Battle Royale (2000) av Kinji Fukasaku[1], baserad på Koushun Takamis roman Batoru rowaiaru
- Blade Runner (1982) av Ridley Scott[1], baserad på Philip K. Dicks roman Androidens drömmar
- A Boy and His Dog (1975) av L.Q. Jones[1]
- Brazil (1985) av Terry Gilliam[1]
- Children of Men (2006) av Alfonso Cuarón[1], baserad på P.D. James' roman Människors barn
- A Clockwork Orange (1971) av Stanley Kubrick[1], baserad på Anthony Burgess bok En apelsin med urverk
- Code 46 (2003) av Michael Winterbottom
- Colossus: The Forbin Project (1970) av Joseph Sargent, baserad på Dennis Feltham Jones' roman Colossus
- Cubic (Equilibrium, 2002) av Kurt Wimmer[1], inspirerad av men inte baserad på Aldous Huxleys roman Du sköna nya värld
- Dark City (1998) av Alex Proyas[1]
- Death Race 2000 (1975) av Paul Bartel[1], baserad på Ib Melchiors novell The Racer
- Delikatessen (Delicatessen, 1991) av Marc Caro och Jean-Pierre Jeunet[1]
- Demolition Man (1993) av Marco Brambilla
- District 13 (2004) av Pierre Morel[1]
- Dödlig skörd (1975) av Robin Hardy
- Dödsmaskinen (1973) av Michael Crichton och dess uppföljare Jakten på dubbelgångare (1976) av Richard T. Heffron

## E-F
- Ett land utan kvinnor (2003) av Manish Jha
- Encrypt (2003) av Oscar Luis Costo
- Fahrenheit 451 (film) (1966) av François Truffaut[1], baserad på Ray Bradburys roman Fahrenheit 451
- FAQ: Frequently Asked Questions (2004) av Carlos Atanes
- Final Fantasy: The Spirits Within (2001) av Hironobu Sakaguchi, baserad på Hironobu Sakaguchis rollspelsserie Final Fantasy
- Flykten från Absolom (1994) av Martin Campbell, baserad på Richard Herleys roman Penal Colony
- Flykten från framtiden (Logan's Run, 1976) av Michael Anderson[1], baserad på Wiliam F. Nolans och George Clayton Johnsons roman Flykten från framtiden
- Flykten från New York (Escape from New York, 1981) av John Carpenter[1], och dess uppföljare, Flykten från L.A. (1996) av John Carpenter
- Fortress (1993) av Stuart Gordon
- Fruarna i Stepford (1975) av Bryan Forbes, och The Stepford Wives (2004) av Frank Oz, båda baserade på Ira Levins roman The Stepford Wives
- De förlorade barnens stad (The City of Lost Children, 1995) av Marc Caro och Jean-Pierre Jeunet[1]

## G-L
- Gattaca (1997) av Andrew Niccol[1]
- Ghost in the Shell (1995) av Mamoru Oshii[1], baserad på Masamune Shirows manga Ghost in the Shell
- Himmel över Berlin (Wings of Desire, 1987) av Wim Wenders[1]
- Idiotrepubliken (2006) av Mike Judge[1]
- I, Robot (2004) av Alex Proyas[1], baserad på Isaac Asimovs novellsamling Jag, robot och Jeff Vintars filmmanus Hardwired
- I Am Legend (2007) av Francis Lawrence, The Last Man on Earth (1964) av Ubaldo Ragona och Sidney Salkow och Den siste mannen (1971) av Boris Sagal, alla versionerna baserade på Richard Mathesons roman Varulvarnas natt. Se postapokalyptisk science fiction
- The Island (2005) av Michael Bay
- Judge Dredd (1995) av Danny Cannon, baserad på John Wagners och Carlos Esquerras tecknade serie Judge Dredd
- The Last Chase (1981) av Martyn Burke
- Lathe of Heaven (2002) av Philips Haas, baserad på Ursula K. Le Guins roman På andra sidan drömmen

## M-R
- Mad Max (1979)[1], The Road Warrior (Mad Max 2: The Road Warrior", 1981) av George Miller[1] och Mad Max bortom Thunderdome (1985) av George Miller och George Ogilvie. Se postapokalyptisk science fiction.
- Matrix (The Matrix, 1999)[1], The Matrix reloaded (2003) och The Matrix revolutions samt The Animatrix av Andy Wachowski och Larry Wachowski
- Max Headroom: 20 Minutes into the Future (1985) TV-film av Rocky Morton och Annabel Jankel samt en TV-serie.
- Metropolis (1927) av Fritz Lang[1], baserad på Thea von Harbous roman
- Metropolis (2001) av Rintaro[1], baserad på Osamu Tezukas manga Metropolis
- Minority Report (2002) av Steven Spielberg[1], baserad på Philip K. Dicks novell The Minority Report
- One Point 0 (2004) av Jeff Renfroe och Marteinn Thorsson[1]
- Processen (The Trial, 1962) av Orson Welles[1], baserad på Franz Kafkas roman Processen
- På stranden (On the Beach, 1959) av Stanley Kramer[1], baserad på Nevil Shutes roman På stranden
- Resident Evil (2002) av Paul W.S. Anderson och Chris Howessamt Resident Evil: Apocalypse (2004) av Alexander witt, baserade på spelserien Resident Evil
- Robocop (1987) av Paul Verhoeven[1], Robocop 2 (1990) av Irvin Kershner samt Robocop 3 (1993) av Fred Dekker
- Rollerball (1975) av Norman Jewison[1] samt Rollerball (2002) av John McTiernan, båda versionerna baserade på William Harrisons novell Roller Ball Murder

## S
- A Scanner Darkly (2006) av Richard Linklater[1], baserad på Philip K. Dicks roman Skannad i dunklet
- Serenity (2005) av Joss Whedon[1]
- Sin City (2005) av Frank Miller, Robert Rodríguez och Quentin Tarantino, baserad på Framk Millers seriealbum Sin City
- Den siste mannen - se I Am Legend
- Sjusovaren (Sleeper, 1973) av Woody Allen[1]
- Sleeping Dogs (1977) av Roger Donaldson, baserad på C. K. Steads bok Smith's Dream
- Soylent Green - USA år 2022 (Soylent Green, 1973) av Richard Fleischer[1], baserad på Harry Harrisons kortroman Ge plats! Ge plats!
- Starship Troopers (1997) av Paul Verhoeven[1], baserad på Robert A. Heinleins roman Stjärnsoldaten
- Strange Days (1995) av Kathryn Bigelow[1]
- Sökarna

## T
- Terminator (1984) av James Cameron, baserad bland annat på två avsnitt av tv-serien The Outer Limits, baserade på Harlan Ellisons noveller Soldier From Tomorrow och Demon with a Glass Hand, Terminator 2 - Domedagen (1991) av James Cameron och  Terminator 3: Rise of the Machines av Jonathan Mostow
- They Live (1988) av John Carpenter[1], baserad på Ray Nelsons novell Eight O'Clock in the Morning
- Threads (1984) av Mick Jackson
- THX 1138 (1971) av George Lucas[1], baserad på George Lucas' kortfilm Electronic Labyrinth THX 1138 4EB
- Tillbaka till framtiden del II (1989) av Robert Zemeckis
- Total Recall (1990) av Paul Verhoeven[1], baserad på Philip K. Dicks novell We Can Remember It for You Wholesale
- Traumstadt (1973) av Johannes Shaaf, baserad på Alfred Kubins roman Den andra sidan
- Tron (1982) av Steven Lisberger
- Den tysta flykten (Silent Running, 1972) av Douglas Trumbull[1]

## U-Ö
- Uppdrag sex (1984) av Juliusz Machulski
- V för Vendetta (V for Vendetta, 2006) av James Mc Teigue[1], bygger på Alan Moores tecknade serie V for Vendetta
- The Village (2004) av M. Night Shyamalan
- Välkommen till Pleasantville (1998) av Gary Ross[1]
- Världarnas krig (War of the Worlds, 1953) av Byron Haskin[1], baserad på H. G. Wells roman Världarnas krig
- Zardoz (1974) av John Boorman